# Grupa Szkół Lotniczych
Grupa Szkół Lotniczych – związek organizacyjny lotnictwa Wojska Polskiego.
W 1937 nastąpiła dalsza reorganizacja szkolnictwa lotniczego. Rozkazem MSWojsk. DDO L.dz. 851/Og. z 22 czerwca 1937 powołano Komendę Grupy Szkół Lotniczych, której podporządkowano wszystkie szkoły lotnicze z wyjątkiem Wyższej Szkoły Lotniczej.
W latach 1938–1939 komendantowi Grupy Szkół Lotniczych były podporządkowane:
- Centrum Wyszkolenia Lotnictwa nr 1 w Dęblinie,
- Centrum Wyszkolenia Lotnictwa nr 2 w Bydgoszczy,
- Szkoła Podchorążych Lotnictwa – Grupa Techniczna w Warszawie,
- Szkoła Podchorążych Rezerwy Lotnictwa w Sadkowie k. Radomia,
- Wyższa Szkoła Pilotażu w Grudziądzu[2].

## Obsada persolnalna
Komendanci grupy
- płk Wacław Iwaszkiewicz (do VI 1939)
- płk Stefan Sznuk (VI – VIII 1939)

Obsada personalna w marcu 1939
- komendant grupy – płk Wacław Iwaszkiewicz,
- adiutant – kpt. Józef Franciszek Kukułka,
- oficer do spraw wyszkolenia ogólno-lotniczego – ppłk Jerzy Bajan,
- oficer do spraw wyszkolenia pilotażu – kpt. Leszek Jerzy Karczewski,
- oficer do spraw wyszkolenia technicznego – kpt. Szczepan Ścibior[3].